# (207) Hedda
(207) Hedda – planetoida z pasa głównego asteroid okrążająca Słońce w ciągu 3 lat i 166 dni w średniej odległości 2,28 j.a. Została odkryta 17 października 1879 roku w Austrian Naval Observatory (Pula, półwysep Istria) przez Johanna Palisę. Nazwa planetoidy pochodzi od Hedwig, imienia żony niemieckiego astronoma Friedricha Winnecke’go.